# Angela Malestein
Antje Angela Malestein, född 31 januari 1993 i Spakenburg, Bunschoten, är en nederländsk handbollsspelare (högersexa). Hon deltog i olympiska sommarspelen 2016 och 2020.

## Klubbar
- VOC Amsterdam (2008–2011)
- SV Dalfsen (2011–2012)
- HSG Blomberg-Lippe (2012–2014)
- SG BBM Bietigheim (2014–2020)
- Ferencvárosi TC (2020–)